# 阿阿線

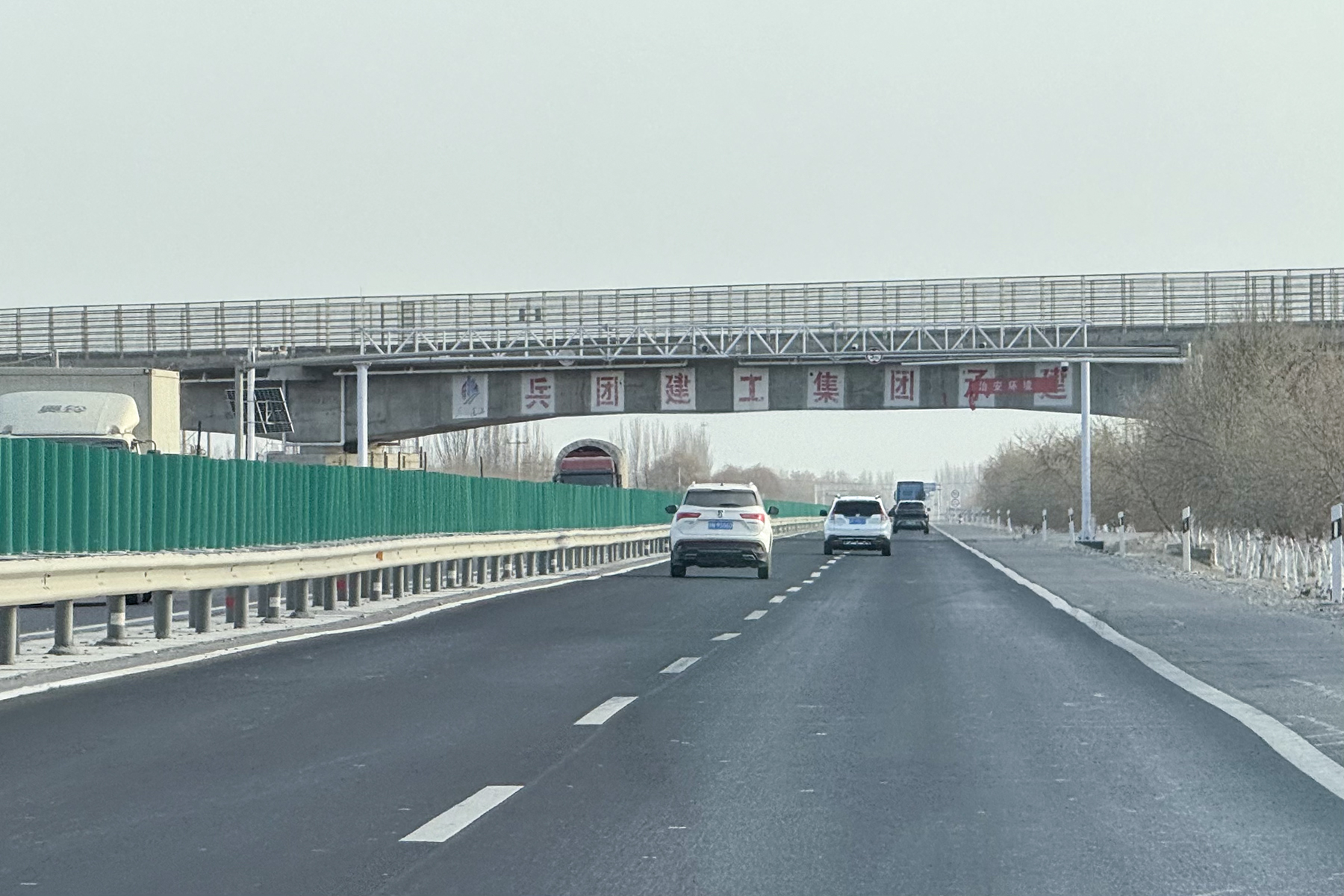
阿阿線がG580国道を超える

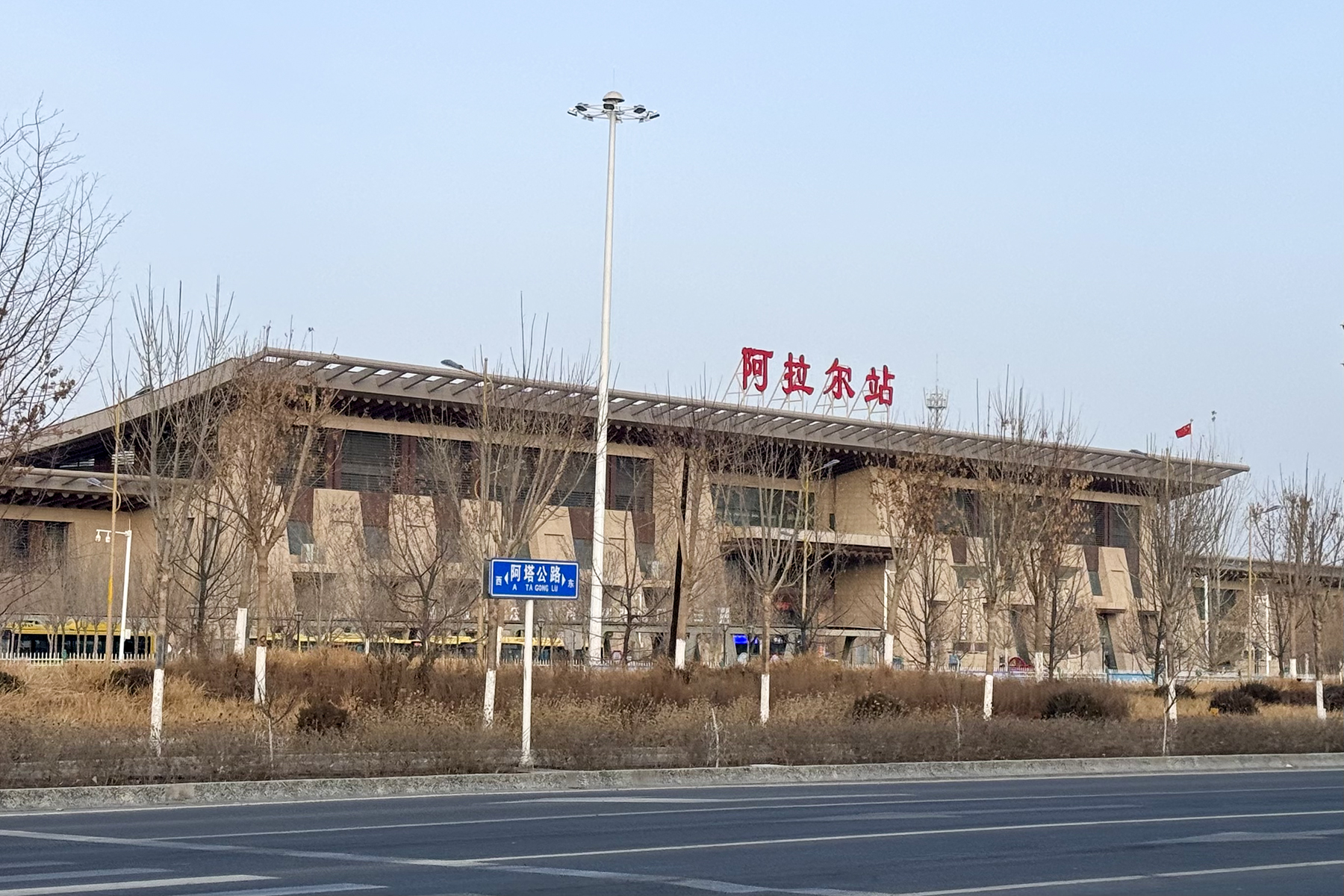
アラル駅

阿阿線（ああせん、中国語: 阿阿铁路）は、中華人民共和国新疆ウイグル自治区にある南疆線のアクス市薩特瑪駅から出て、アーバード県、新疆生産建設兵団第一師団七団、八団、九団、十団を経由し、アラル市のアラル旅客センターを改造したアラル駅に至る鉄道である。線路全長114.6キロメートルで、単線。
2021年11月にレール敷設を完了して、2022年1月10日、正式に開通した。

## 参照項目
- 新疆ウイグル自治区の主な鉄道